# Public Enemy

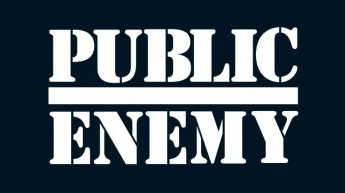
Schriftzug

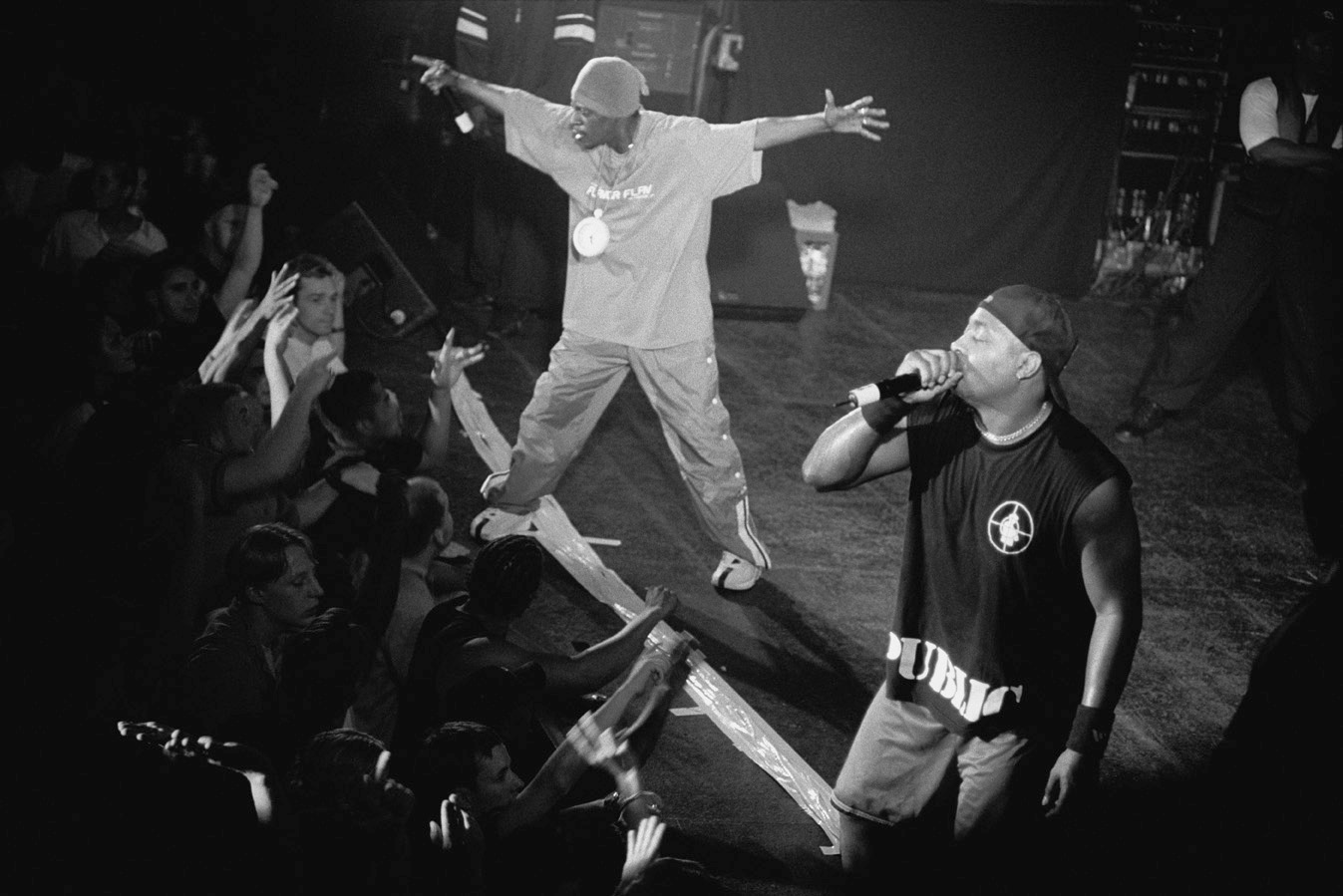
Public Enemy (2000)

Public Enemy ist eine Hip-Hop-Formation, die Ende der 1980er Jahre zu den einflussreichsten Bands der US-amerikanischen Rapszene zählte. Die Texte der Formation sind inhaltlich sehr sozialkritisch geprägt und ihre Auftritte mit Bodyguards, den S1W's (Security of the First World) im Söldnerlook, im Stile öffentlicher Protestveranstaltungen lösten oft ein starkes Echo in den Medien aus.

## Geschichte
Rick Rubin, einer der Mitgründer von Def Jam Recordings, erhielt in der Mitte der 1980er Jahre eine Demo-Aufnahme von Chuck D, die ihm so gut gefiel, dass er ihn gleich unter Vertrag nehmen wollte. Nachdem Chuck D einige künstlerische Klarheit hergestellt hatte und um sich eine Crew (bestehend aus dem DJ Terminator X, den Tänzern Security of the First World, dem für die Choreographie verantwortlichen Professor Griff und dem zweiten Rapper der Formation, Flavor Flav, einem alten Freund von Chuck D) zusammengesucht hatte, stimmte er zu, bei dem Label Def Jam einen Vertrag zu unterschreiben. Public Enemy war geboren.
1987 wurde Public Enemys erstes Album, Yo! Bum Rush the Show, veröffentlicht und von den meisten Kritikern gut aufgenommen. Die Aufmachung des Albums wurde vom von Public Enemy bekannten Symbol (der Silhouette eines schwarzen Mannes in einem Fadenkreuz), welches als Teil ihres Logos fungiert, begleitet. Das Album verkaufte sich innerhalb eines Jahres eine Million Mal und bekam eine Goldene Schallplatte.

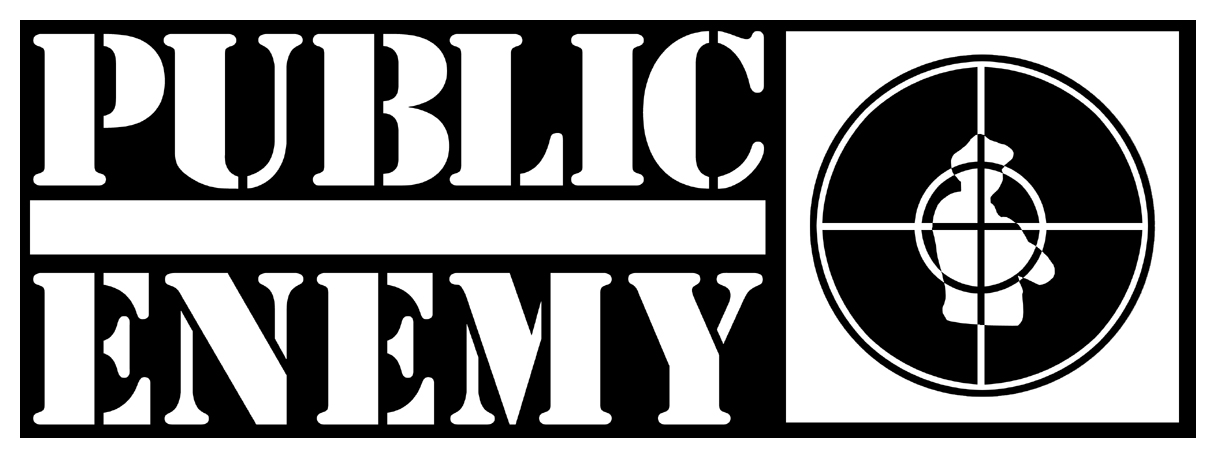
Offizielles Logo von Public Enemy

Das nächste Album It Takes a Nation of Millions to Hold Us Back (1988) ist eine der wichtigsten Veröffentlichungen des Hip-Hops, was unter anderem auf die revolutionäre Samplingkunst der Bomb Squad zurückzuführen ist. Durch die politischen Texte sollte sich der Hip-Hop grundlegend ändern. Das Album erreichte sogar Platin-Status, ebenso wie der Nachfolger Fear of a Black Planet, der künstlerisch ebenso hoch angesehen wird. Das Album beinhaltet eine enorme Anzahl von Samples, die sogar den Vorgänger It Takes a Nation Of Millions to Hold Us Back in den Schatten stellen. Der Song Fight the Power und das dazugehörige Video gelten als ein Meilenstein der Hip-Hop-Musik.
Ein weiterer Meilenstein war die Zusammenarbeit mit der Thrash-Metal-Band Anthrax und der daraus resultierende Track Bring the Noise (veröffentlicht auf dem Public Enemy-Album Apocalypse 91...the Enemy Strikes Black). Bring tha Noize ist einer der ersten Crossover-Tracks. Außerdem spielte Public Enemy oft auf Konzerten von Rage Against the Machine zusammen den Song Black Steel in the Hour of Chaos.
Das Album Apocalypse 91...the Enemy Strikes Black erschien 1991. Von allen Public-Enemy-Alben erreichte es die beste Chartplatzierung in den Billboard Charts (Platz 4) und erreichte ebenfalls Platin-Status. Kurz vor der Fertigstellung des Albums wurde durch einen Gerichtsbeschluss der Preis des Sampling stark angehoben, somit wurde auch die Anzahl von Samples auf diesem Album reduziert, da die Kosten bei einer Anzahl von Samples wie bei den Vorgängern enorm wenn nicht sogar unbezahlbar gewesen wären. Trotz eher geringer Anzahl von Samples wurde das 1991er Werk der Gruppe weiterhin künstlerisch hoch gelobt. Bis heute gilt dieses Album bei Public-Enemy-Fans sowie Kritikern als letzter Meilenstein der Gruppe.
Zur Überbrückung zum nächsten Album wurde 1993 das Mixtape Greatest Misses veröffentlicht, das eine Goldene Schallplatte erhielt. Während dieser Zeit gab es in der Gruppe persönliche Streitereien. Auf dem Mixtape befinden sich Remixe alter Hits, diverse Live-Aufnahmen und sechs bisher unveröffentlichte Original-Stücke, die es nicht auf die älteren Alben geschafft hatten.
Das 1994 erschienene Album Muse Sick-n-Hour Mess Age konnte in den USA noch eine Gold-Auszeichnung bekommen, jedoch verfehlte es, entgegen dem Vorgänger, die Top Ten der Charts. Das Release wurde damals immer wieder verschoben und vorgeschoben, so dass bald keiner der Fans genau wusste, wann das Album eigentlich erscheint. Erstmals gab es schlechte Kritik für ein Werk von Public Enemy. Zwar wurde die Single Give it Up noch gelobt, jedoch sei zu viel Füll-Material auf dem Album enthalten. In den nächsten Jahren wurde es musikalisch still um Public Enemy.
1996 veröffentlichte Chuck D sein erstes Solo-Album Autobiography of Mistachuck, welches jedoch nicht über Def Jam, sondern über Mercury erschien. Das Album wurde positiv aufgenommen.
Im Jahr 1998 bat Spike Lee die Gruppe, die bereits 1989 den Titelsong zu seinem Film Do the Right Thing beigetragen haben, darum, einen Soundtrack zu seinem Film He Got Game aufzunehmen. Das Lied For What It’s Worth, geschrieben von Stephen Stills, bildete die musikalische Grundlage dafür, außerdem trat er in dem Musikvideo der Gruppe auf. Der Soundtrack konnte einige Charterfolge feiern, jedoch nicht an alte Zeiten anknüpfen. Von den Kritikern wurde das Album jedoch wieder mehr gelobt. Außerdem kam das Ex-Mitglied Professor Griff wieder zur Gruppe zurück.
1999 verließ Public Enemy das Label Def Jam und veröffentlichte seine Alben fortan unabhängig. Der DJ der Gruppe, Terminator X, verließ die Gruppe jedoch im gleichen Jahr und hat bis heute eine Straußen-Farm in South Carolina. DJ Lord ersetzt ihn bis heute.
Public Enemy, allen voran Chuck D, hat schon früh das Internet als unabhängigen Vertriebsweg erkannt und ist immer noch musikalisch aktiv. Das erste Album, das von Public Enemy als MP3-Download angeboten wurde, war 1999 There's a Poison Goin' On. Das Album floppte jedoch in den Charts und erreichte keine Platzierung.
Seit dem Jahr 2000 ist Public Enemy bis heute jedes Jahr auf einer großen, weltweiten Live-Tour. 2002 erschien das Album Revolverlution, das zwar wieder in die Charts einstieg, jedoch eine schlechte Platzierung erreichte. Das Album wurde mittelmäßig bewertet. Auf dem Album finden sich zudem viele Remixe und Live-Aufnahmen.
Das Album von 2005 New Whirl Odor erregte vor allem wegen des Songs MKLVFKWR („Make Love, Fuck War“; featuring Moby) Aufmerksamkeit, der große kommerzielle Erfolg blieb trotzdem aus. Ab 2005 wurde Flavor Flav im öffentlichen Fernsehen wieder bekannter durch seine eigene TV-Show Flavor of Love. 2006 erschienen sowohl Flavor Flavs Solo-Debüt Hollywood als auch ein Kompilationsalbum der Gruppe mit dem Rapper Paris, Rebirth of a Nation. Auf dem Album finden sich mehr Features als auf anderen Public-Enemy-Alben.
Die bisher letzte Public-Enemy-Platte war How you sell Soul to a soulless People who sold their Soul von 2007. Von den Kritikern wurde es positiv bewertet, von den Fans wurde das Album sogar gefeiert (was besonders an der Single Harder Than You Think liegt). Der Gruppe wurde außerdem zugutegehalten, trotz ihres schon relativ hohen Alters für die Musikszene noch relativ aktiv zu sein. Zudem würde Public Enemy nicht auf die Kommerzialität seiner Alben achten, sondern souverän seinen Stil verteidigen.
Im November 2008 wurde das erste Album der Band Science Faxtion veröffentlicht, an dem auch Chuck D. mitgewirkt hat.
2009 begann Public Enemy, bei Sellaband Geld für ein weiteres Album direkt von den Fans zu sammeln. Angestrebt war zunächst eine Summe von 250.000 US-Dollar. Die Summe stellte sich aber als zu ehrgeiziges Ziel heraus. Als Konsequenz daraus wurde die Summe auf 75.000 US-Dollar gesenkt. Schließlich wurde am 28. Oktober 2010 ein aufgrund von Änderungen bei Sellaband auf Euro umgestelltes Budget von 59.100 Euro erreicht.
Im Sommer 2010 wurde auf der Website von Public Enemy ein Box-Set (bestehend aus allen Independent-Alben, einem T-Shirt und weiterem Fan-Merchandising) vorgestellt. Außerdem wurde bekannt, dass die US-amerikanische Rockband Linkin Park ihr Album A Thousand Suns Public Enemy widmen will.
Nach einem Streit über einen Wahlkampfauftritt für Bernie Sanders entließ Chuck D Anfang März 2020 Flavor Flav nach 38 Jahren aus der Band, was sich später jedoch als PR-Aktion herausstellte.

## Einfluss
- Die ersten drei Alben von Public Enemy gelten als Meilensteine. Yo! Bum Rush the Show, It Takes a Nation of Millions to Hold Us Back und Fear of a Black Planet werden in Listen bedeutender Hip-Hop Alben geführt; beispielsweise belegt It Takes a Nation of Millions to Hold Us Back mit Rang 48 die höchste Platzierung eines Hip-Hop-Albums in der Rolling-Stone-Liste der 500 besten Alben aller Zeiten.[11] Apocalypse 91 ... wurde in die Wireliste The Wire’s „100 Records That Set the World on Fire (While No One Was Listening)“ aufgenommen. Außerdem listete der Rolling Stone Public Enemy auf Rang 44 der 100 größten Musiker aller Zeiten – die höchste Platzierung eines Hip-Hop-Interpreten.[12]
- Public Enemy unternahm als erste Rap-Gruppe ausgedehnte Welttourneen, was die Popularität der Gruppe in den damals noch kleinen Hip-Hop-Gemeinden in Europa und Asien zusätzlich steigerte. Daraus mag auch der in den 1990er Jahren entstandene Britcore-Stil sowie die im Allgemeinen politischere Haltung des in Europa vorherrschenden Hip-Hops zu Beginn der 1990er Jahre zumindest teilweise resultieren.
- Public Enemy war eine der ersten Bands, die über das Internet ein Album als MP3-Download anbot. Das erste Album dieser Art war 1999 das Album There’s a Poison Goin’ On.
- Chuck Ds Rapstil mit der Mischung als Sprachrohr einer geplagten Minderheit und dem gleichzeitigen Erzählen eigener schlechter Erfahrungen sollte viele nachfolgende Rapper prägen. Seine politischen Ansichten lassen sich in seinem Buch Fight the Power: Rap, Race and Reality (1998) nachlesen.
- Prince bezeichnete Fight the Power (1989) als einen von 55 Songs, die ihn musikalisch inspiriert haben.

## Inhalte
Inhaltlich ging es in den Rap-Songs immer wieder um die Rechte der Schwarzen in den USA (Fight the Power), Drogenprobleme (Night of the living Baseheads), zu starken Fernsehkonsum (Channel Zero) und die rassistischen Tendenzen in Hollywood (Burn Hollywood Burn). Schließlich kam es so weit, dass Richard Griffin (Professor Griff) wegen antisemitischer Äußerungen, wie sie auch im Song Welcome to the Terrordome enthalten sind, die Band verlassen musste. Doch auch Bandsprecher Chuck D. unterstützte z. T. ähnliche Aussagen der Nation of Islam und ihres Anführers Louis Farrakhan. Nach einigen Jahren ist Griff wieder von Public Enemy aufgenommen worden. Chuck D, der auf dem Höhepunkt der Gruppe behauptete, dass: Rap-Musik der unsichtbare Fernsehsender ist, den das schwarze Amerika nie hatte, gilt als einer der wichtigsten politischen Rapper.

## Mitglieder

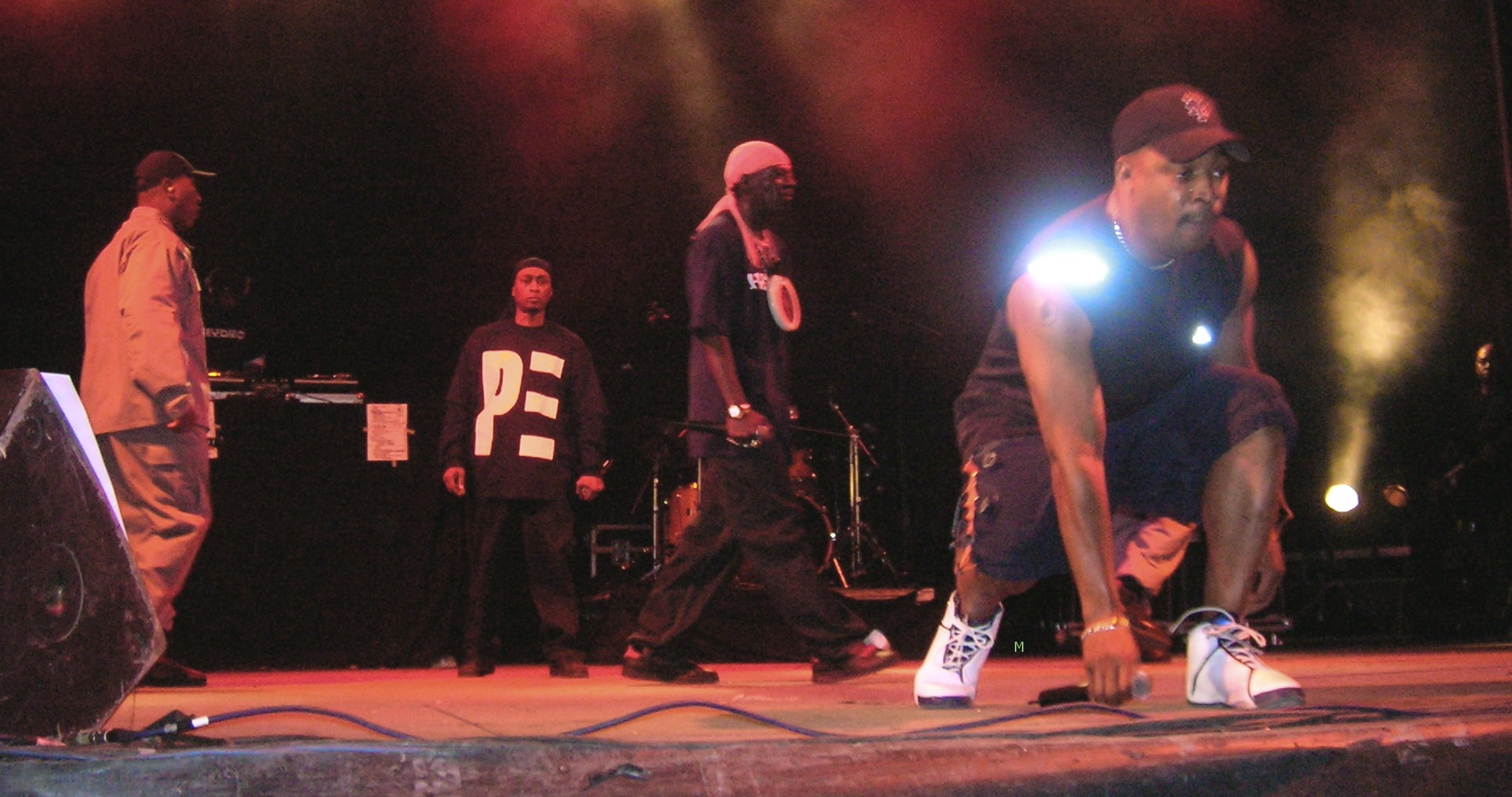
Bilbao, 2006

Public Enemy setzte sich aus folgenden Mitgliedern zusammen:
- Chuck D. ist der MC, der als Carlton Ridenhour am 1. August 1960 in Roosevelt, Long Island, New York, USA geboren wurde.

- Flavor Flav ist der MC und der Hypeman, der als William Jonathan Drayton, Jr. am 16. März 1959 in Roosevelt, Long Island, New York, USA geboren wurde. Flav war bereits ein alter Freund von Chuck D, als dieser ihn bat, seiner Hip-Hop-Gruppe beizutreten. Flav stellt mit seinem irren Aussehen und lustigen Auftreten den genauen Kontrast zu Chuck Ds harten Texten und Auftreten dar.

- Terminator X ist der DJ, der als Norman Rogers am 25. August 1966 geboren wurde.

- DJ Lord ist der neue DJ und ersetzte Terminator X.

- Professor Griff wurde als Richard Griffin am 1. August 1960 geboren. Nach seinem zeitweisen Ausschluss war Sister Souljah zeitweise Mitglied der Band.

- Die S1W's (The Security of the First World) sind Brother Pop Diezel, Brother James Bomb, Brother Roger und Brother Mike.

- The Bomb Squad (lange Zeit das Producerteam von Public Enemy), bestehend aus Hank Shocklee, Keith Shocklee, Eric „Vietnam“ Sadler, Carlton Ridenhour (als Carl Ryder), Bill Stephney et al.

## Diskografie
Studioalben

| Jahr | Titel                                                        | Höchstplatzierung, Gesamtwochen, AuszeichnungChartplatzierungen (Jahr, Titel, Platzierungen, Wochen, Auszeichnungen, Anmerkungen) | Höchstplatzierung, Gesamtwochen, AuszeichnungChartplatzierungen (Jahr, Titel, Platzierungen, Wochen, Auszeichnungen, Anmerkungen) | Höchstplatzierung, Gesamtwochen, AuszeichnungChartplatzierungen (Jahr, Titel, Platzierungen, Wochen, Auszeichnungen, Anmerkungen) | Höchstplatzierung, Gesamtwochen, AuszeichnungChartplatzierungen (Jahr, Titel, Platzierungen, Wochen, Auszeichnungen, Anmerkungen) | Höchstplatzierung, Gesamtwochen, AuszeichnungChartplatzierungen (Jahr, Titel, Platzierungen, Wochen, Auszeichnungen, Anmerkungen) | Anmerkungen                                                  |
| Jahr | Titel                                                        | DE | AT | CH | UK | US | Anmerkungen                                                  |
| ---- | ------------------------------------------------------------ | --- | --- | --- | --- | --- | ------------------------------------------------------------ |
| 1987 | Yo! Bum Rush the Show                                        | — | — | — | — | US125 Gold · (12 Wo.)US | Erstveröffentlichung: 10. Februar 1987 Verkäufe : + 500.000  |
| 1988 | It Takes a Nation of Millions to Hold Us Back                | — | — | — | UK8 Gold · (9 Wo.)UK | US42 Platin · (51 Wo.)US | Erstveröffentlichung: 28. Juni 1988 Verkäufe : + 1.100.000   |
| 1990 | Fear of a Black Planet                                       | DE30 (17 Wo.)DE | — | CH19 (5 Wo.)CH | UK4 Gold · (10 Wo.)UK | US10 Platin · (27 Wo.)US | Erstveröffentlichung: 10. April 1990 Verkäufe : + 1.160.000  |
| 1991 | Apocalypse 91…The Enemy Strikes Black                        | DE38 (10 Wo.)DE | — | CH33 (2 Wo.)CH | UK8 Silber · (7 Wo.)UK | US4 Platin · (37 Wo.)US | Erstveröffentlichung: 1. Oktober 1991 Verkäufe : + 1.110.000 |
| 1994 | Muse Sick-n-Hour Mess Age                                    | DE25 (9 Wo.)DE | AT27 (3 Wo.)AT | CH22 (7 Wo.)CH | UK12 (4 Wo.)UK | US14 Gold · (8 Wo.)US | Erstveröffentlichung: 23. August 1994 Verkäufe : + 500.000   |
| 1999 | There’s a Poison Goin’ On                                    | DE66 (4 Wo.)DE | — | — | UK55 (1 Wo.)UK | — | Erstveröffentlichung: 20. Juli 1999                          |
| 2002 | Revolverlution                                               | — | — | — | — | US110 (4 Wo.)US | Erstveröffentlichung: 23. Juli 2002                          |
| 2005 | New Whirl Odor                                               | — | — | — | — | — | Erstveröffentlichung: 1. November 2005                       |
| 2006 | Rebirth of a Nation                                          | — | — | — | — | US180 (1 Wo.)US | Erstveröffentlichung: 7. März 2006 mit Paris                 |
| 2007 | How You Sell Soul to a Soulless People Who Sold Their Soul ? | — | — | — | — | — | Erstveröffentlichung: 7. August 2007                         |
| 2012 | Most of My Heroes Still Don’t Appear on No Stamp             | — | — | — | — | — | Erstveröffentlichung: 13. Juli 2012                          |
| 2012 | The Evil Empire of Everything                                | — | — | — | — | — | Erstveröffentlichung: 1. Oktober 2012                        |
| 2015 | Man Plans God Laughs                                         | — | — | — | — | — | Erstveröffentlichung: 27. Juli 2015                          |
| 2017 | Nothing Is Quick in the Desert                               | — | — | — | — | — | Erstveröffentlichung: 29. Juni 2017                          |
| 2020 | What You Gonna Do When the Grid Goes Down?                   | DE81 (1 Wo.)DE | — | CH37 (1 Wo.)CH | UK100 (1 Wo.)UK | — | Erstveröffentlichung: 25. September 2020                     |